# Putsch de Moscou
Chute des régimes communistes en Europe
Le putsch de Moscou est un coup d'État réalisé en août 1991 en Union soviétique par un groupe de tenants de la ligne « dure » au sein du Parti communiste de l'Union soviétique. Les putschistes déposent brièvement le dirigeant Mikhaïl Gorbatchev et tentent de prendre le contrôle du pays.
Les responsables du coup d'État sont des communistes conservateurs considérant que le programme de réforme de Gorbatchev est allé trop loin et que le nouveau traité d'union qui vient juste d'être négocié disperse trop le pouvoir du gouvernement central en faveur des républiques composant l'URSS. Le coup d'État échoue en trois jours, grâce notamment à l'opposition du président russe Boris Eltsine. Gorbatchev reprend ses fonctions mais ne parvient cependant pas à retrouver son autorité, étant désormais éclipsé par Eltsine. L'échec du putsch de Moscou accélère le processus de dislocation de l'URSS.

## Contexte

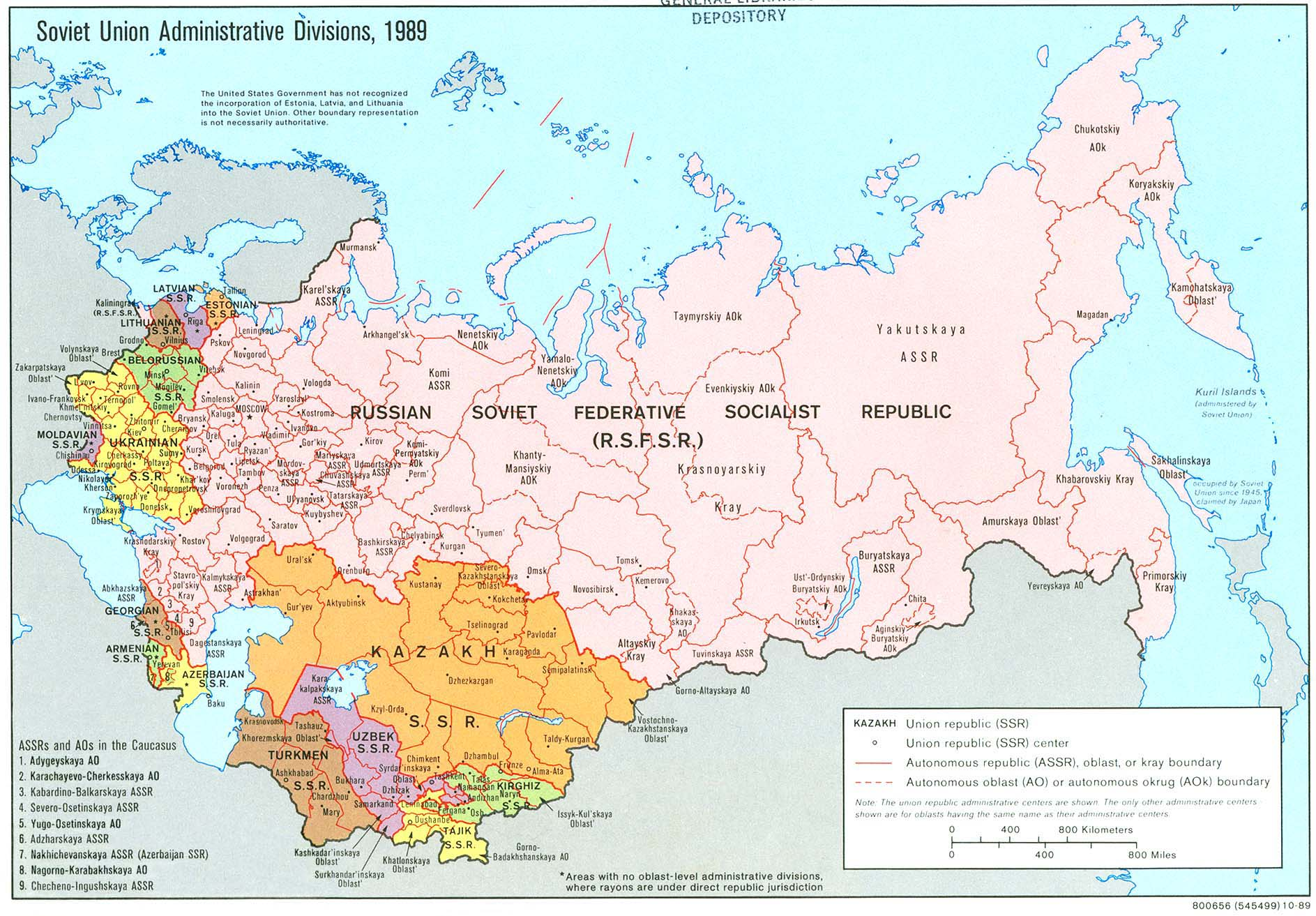
Carte montrant les dernières divisions administratives des républiques de l'URSS (1989) avant son effondrement (1991).

Depuis sa nomination en mars 1985 au poste de secrétaire général du Parti communiste de l'Union soviétique, Mikhaïl Gorbatchev avait lancé un programme ambitieux de réformes, contenu dans les deux mots de perestroïka et glasnost, respectivement « restructuration économique » et « transparence politique ». Ces changements déclenchèrent des résistances et de la suspicion de la part des conservateurs. La réforme libéra aussi des forces et des mouvements auxquels Gorbatchev ne s'attendait pas. Des agitations nationalistes au sein des minorités non russes de l'Union soviétique progressèrent et des craintes existaient que certaines républiques fissent sécession. Après des négociations, les républiques acceptèrent un nouveau traité qui leur donnait une autonomie presque totale au sein d'une fédération disposant d'un président, et au sein de laquelle seules les politiques étrangère et de défense seraient communes. Le traité devait être signé le 20 août 1991. Bien qu'il fût destiné à sauver l'Union, les tenants de la ligne dure craignaient qu'il encourageât certaines des plus petites républiques, particulièrement l'Estonie, la Lituanie et la Lettonie, à exiger une indépendance complète.

## Le putsch
Le 19 août 1991, la veille de la signature annoncée du nouveau traité d'union, un groupe se faisant appeler le Comité d'État sur l'état d'urgence (Государственный комитет по чрезвычайному положению, ГКЧП) essaya de prendre le pouvoir à Moscou. Il annonça que Gorbatchev était malade et qu'il avait été soulagé de son poste de président. Gorbatchev était en vacances en Crimée lorsque la prise de pouvoir fut déclenchée et y resta durant tout son déroulement. Le vice-président de l'Union soviétique, Guennadi Ianaïev, fut nommé président par intérim. Le comité de huit membres incluait le Premier ministre Valentin Pavlov, le président du KGB Vladimir Krioutchkov, le ministre de la Défense Dmitri Iazov, le ministre des Affaires intérieures (MVD) Boris Pougo (tous ayant accédé à leurs fonctions sous Gorbatchev), Oleg Baklanov, membre du comité central du PCUS, Vasily Starodubtsev, président de l'union des paysans.
Des manifestations importantes contre les dirigeants du coup d'État se déroulèrent à Moscou et à Leningrad, et des fidélités divergentes dans les ministères de la Défense et de la Sécurité empêchèrent les forces armées de venir à bout de la résistance que le président de la Russie, Boris Eltsine, dirigeait depuis la Maison blanche, le parlement russe. Un assaut planifié du bâtiment par la force ALFA, les forces spéciales du KGB, échoua après que les troupes refusèrent unanimement d'obéir. Il semble qu'une grande partie des cadres du KGB ait été réticente à soutenir les putschistes.
Durant l'une des manifestations, Eltsine se tint debout sur un blindé pour condamner la « junte ». L'image, diffusée dans le monde entier à la télévision, devint l'une des plus marquantes du coup d'État et renforça très fortement la position d'Eltsine. Des confrontations eurent lieu dans les rues environnantes, l'une menant à la mort de trois protestataires, Vladimir Oussov, Dmitri Komar et Ilia Kritchevski, écrasés par un tank, mais dans l'ensemble on dénombra un faible nombre de violences. Le 21 août 1991, une large majorité des troupes envoyées à Moscou se rangea ouvertement aux côtés des manifestants ou firent défection. Le coup d'État échoua et Gorbatchev qui avait été assigné à résidence à sa datcha en Crimée retourna à Moscou.
À son retour au pouvoir, Gorbatchev promit de purger les conservateurs du PCUS. Il démissionna de son poste de secrétaire général mais resta président de l'Union soviétique. L'échec du coup d'État amena une série d'effondrements des institutions de l'Union. Boris Eltsine prit le contrôle de la société centrale de télévision et des ministères et agences économiques-clés.

Opposition au Comité d'État pour l'état d'urgence
Soutien au Comité d'État pour l'état d'urgence
Neutre / Aucune information

## Réactions de l'Occident
Dès la nouvelle du putsch de Guennadi Ianaïev et de la séquestration en Crimée de Mikhaïl Gorbatchev, le président américain George H. W. Bush interrompt ses vacances d'été à Kennebunkport et choisit, lors d'une conférence de presse à 8 heures le 19 août, de condamner fermement le coup d'État, de rendre hommage à Gorbatchev et d'apporter son soutien au président de la Russie, Boris Eltsine.
Le président américain avait été averti deux mois avant par le maire de Moscou Gavriil Popov qu'un coup d'État se préparait, et en avait averti Eltsine et Gorbatchev, mais ce dernier ne l'avait pas pris au sérieux. La séance d'information présidentielle du 17 août avertissait également du risque d'un putsch. Selon un article de Seymour Hersh, lors du putsch, la NSA intercepta des communications des putschistes dont Krioutchkov et Iazov et apprit ainsi que certains commandants militaires étaient attentistes. Bush décida de fournir ces informations à Eltsine, qui appela ces officiers pour les encourager à ne pas intervenir, contribuant à enliser le putsch.
Le Royaume-Uni s'aligne sur Washington alors que le chancelier allemand Helmut Kohl apporte son soutien à Gorbatchev. Le reste de l'Europe reste inaudible ou embarrassé, à l'image de la France où le président François Mitterrand déclare dans un premier temps vouloir attendre les intentions des « nouveaux dirigeants » soviétiques, reconnaissant de facto le gouvernement issu du putsch. Il n'hésite pas alors à lire en direct à la télévision une lettre envoyée à son intention par Ianaïev. Cette attitude a été expliquée par un souci d'apaisement et par celui de préserver la sécurité de Mikhaïl Gorbatchev. Cependant, dans ses mémoires, Gorbatchev remarquera amèrement : « De Foros, j’ai eu une conversation avec le président Bush. François Mitterrand devait m’appeler, il ne l’a pas fait. »

## Conséquences
En septembre 1991, l'indépendance de l'Estonie, de la Lettonie et de la Lituanie fut reconnue par l'Union soviétique et reconnue à nouveau par les États-Unis et l'ensemble des nations occidentales qui avaient toujours considéré leur annexion en 1940 par l'Union soviétique comme illégale. Durant plusieurs mois après son retour à Moscou, Gorbatchev et ses aides firent de vaines tentatives pour restaurer la stabilité et la légitimité des institutions centrales. En novembre, sept républiques signèrent un nouveau traité qui consacrait la création d'une confédération appelée Union des républiques souveraines. Mais l'Ukraine n'était pas représentée dans ce groupe et Boris Eltsine se retira rapidement pour obtenir des avantages supplémentaires en faveur de la Russie. Du point de vue de Eltsine, la participation de la Russie à une autre union serait vide de sens du fait que l'État russe devrait inévitablement assumer la responsabilité des problèmes économiques toujours plus graves des autres républiques.
En décembre 1991, toutes les républiques avaient déclaré leur indépendance et des négociations sur la rédaction d'un nouveau traité débutèrent. Le 8 décembre, Eltsine et les dirigeants du Bélarus (qui avait adopté ce nom en août 1991) et d'Ukraine, Stanislaw Chouchkievitch et Leonid Kravtchouk, signèrent un accord à Minsk créant la Communauté des États indépendants (CEI) et annulèrent le traité d'union de 1922 qui avait établi l'Union soviétique. Les accords d'Alma-Ata du 21 décembre étendirent la CEI aux cinq républiques d'Asie centrale, à la Moldavie, l'Arménie et à l'Azerbaïdjan. La Géorgie ne rejoignit pas la CEI avant 1993. Les trois républiques baltes ne le firent jamais. Le 25 décembre 1991, Gorbatchev annonça sa démission du poste de président soviétique et l'Union soviétique cessa d'exister. Exactement six ans après que Gorbatchev eut nommé Boris Eltsine pour diriger le comité du Parti pour la ville de Moscou, ce dernier était désormais le président du plus grand État issu de l'Union soviétique.

## Autre version par Boukovski
Si l'on en croit un dissident célèbre, Vladimir Boukovski, le putsch aurait pu avoir été réalisé avec l'aval de Gorbatchev, qui, depuis janvier 1991, effectue un revirement conservateur et tente d'appliquer une politique de reprise en main, initiée en Lituanie en janvier 1991, sans succès, il est vrai. C'est un fait que des acteurs du putsch sont ses ministres alors les plus proches, nommés en décembre 1990 en remplacement des personnalités de la Perestroïka, comme Chevarnadze, Bakatine ou Ryjkov. L'état d'explosion sociale où se trouvait l'Union soviétique au printemps 1991 aurait conduit à mettre en scène un scénario de type polonais, avec proclamation de l'état de guerre, comme en 1981 contre Solidarność et retour de Gorbatchev en Wojciech Jaruzelski. Il serait devenu le chef de la junte appliquant une politique répressive vis-à-vis des multiples oppositions, tout en apportant à l'extérieur sa caution modératrice et le soutien des dirigeants occidentaux. Comme le reconnait lui-même Boukovski, cette version n'a jamais été confirmée, ni par ses acteurs, ni par des documents d'archive. Elle expliquerait néanmoins le comportement de Gorbatchev à Foros et le voyage des membres de la junte venus le rencontrer le surlendemain.
En littérature de fiction, cette thèse est évoquée dans le roman de la série SAS, KGB contre KGB, écrit par Gérard de Villiers (1992).